# Куштавка
Куштавка — река в Вологодской области России, левый приток Суды.
Берёт исток в болотистой местности на юго-востоке Борисовского сельского поселения Бабаевского района, течёт на юг, пересекает Санинское сельское поселение, оставляя справа деревню Комарово, и впадает в Суду в 99 км от её устья, рядом с деревней Шигодские Барановского сельского поселения Кадуйского района. Других населённых пунктов на берегах нет. Длина реки составляет 23 км, площадь водосборного бассейна — 205 км². Крупнейший приток — ручей Сора — впадает в 13 км от устья по левому берегу.

## Данные водного реестра
По данным государственного водного реестра России относится к Верхневолжскому бассейновому округу, водохозяйственный участок реки — Суда от истока и до устья, речной подбассейн реки — Реки бассейна Рыбинского водохранилища. Речной бассейн реки — (Верхняя) Волга до Куйбышевского водохранилища (без бассейна Оки).
Код объекта в государственном водном реестре — 08010200212110000007630.